# Malta en los Juegos Olímpicos de Río de Janeiro 2016
Malta participó en los Juegos Olímpicos de Río de Janeiro 2016 con un total de siete deportistas, que compitieron en cuatro deportes. El nadador Andrew Chetcuti fue el abanderado en la ceremonia de apertura.

## Participantes

### Atletismo
| Atleta              | Evento                | Eliminatoria | Eliminatoria | Cuartos de final | Cuartos de final | Semifinal | Semifinal | Final     | Final     |
| Atleta              | Evento                | Resultado    | Posición     | Resultado        | Posición         | Resultado | Posición  | Resultado | Posición  |
| ------------------- | --------------------- | ------------ | ------------ | ---------------- | ---------------- | --------- | --------- | --------- | --------- |
| Luke Bezzina        | 100 metros masculinos | 11.04        | 3            | No avanzó        | No avanzó        | No avanzó | No avanzó | No avanzó | No avanzó |
| Charlotte Wingfield | 100 metros femeninos  | 11.86        | 1 C          | 11.90            | 8                | No avanzó | No avanzó | No avanzó | No avanzó |

### Halterofilia
| Atleta        | Evento          | Arrancada | Arrancada | Envión    | Envión   | Total | Posición |
| Atleta        | Evento          | Resultado | Posición  | Resultado | Posición | Total | Posición |
| ------------- | --------------- | --------- | --------- | --------- | -------- | ----- | -------- |
| Kyle Micallef | 85 kg masculino | 118       | NF        | —         | —        | —     | NF       |

### Natación
| Atleta          | Evento                            | Eliminatoria | Eliminatoria | Semifinal | Semifinal | Final     | Final     |
| Atleta          | Evento                            | Tiempo       | Posición     | Tiempo    | Posición  | Tiempo    | Posición  |
| --------------- | --------------------------------- | ------------ | ------------ | --------- | --------- | --------- | --------- |
| Andrew Chetcuti | 100 metros estilo libre masculino | 51.37        | 51           | No avanzó | No avanzó | No avanzó | No avanzó |
| Nicola Muscat   | 50 metros estilo libre femenino   | 26.60        | 53           | No avanzó | No avanzó | No avanzó | No avanzó |

### Tiro
| Atleta           | Evento                          | Clasificación | Clasificación | Semifinal | Semifinal | Final     | Final     |
| Atleta           | Evento                          | Puntaje       | Posición      | Puntaje   | Posición  | Puntaje   | Posición  |
| ---------------- | ------------------------------- | ------------- | ------------- | --------- | --------- | --------- | --------- |
| William Chetcuti | Doble foso masculino            | 123           | 17            | No avanzó | No avanzó | No avanzó | No avanzó |
| Eleanor Bezzina  | Pistola de aire a 10 m femenino | 379           | 22            | —         | —         | No avanzó | No avanzó |
| Eleanor Bezzina  | Pistola a 25 m femenino         | 562           | 36            | No avanzó | No avanzó | No avanzó | No avanzó |